# Camponotus consectator
Camponotus consectator é uma espécie de inseto do gênero Camponotus, pertencente à família Formicidae.